# منعكس الشد

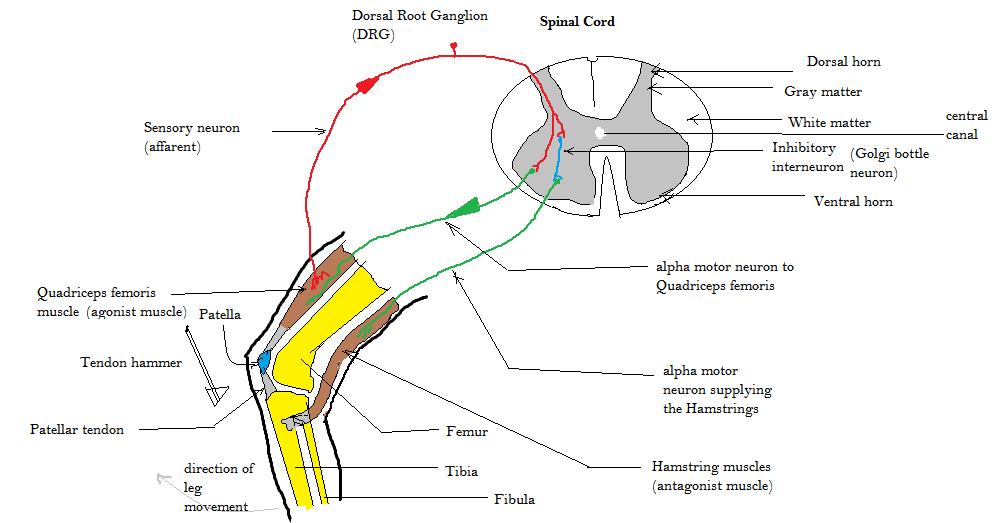

منعكس الشد أو منعكس التمديد أو منعكس التمطيط هو حدوث انقباض عضلي استجابةً لشد العضلة، وهو قوس انعكاسي أحادي المشبك وظيفته التنظيم التلقائي لطول العضلات الهيكلية.
فعندما يحدث شد في العضلات فإن المغازل العضلية تتمدد ويزداد نشاطها العصبي، وهذا بدوره يزيد من نشاط عصبونات ألفا الحركية، مما يُسبب تقلص لألياف العضلات وبالتالي مقاومة التمدد، فيما تقوم مجموعة ثانوية من العصبونات أيضًا بارخاء العضلات المقابلة للعضلة المشدودة، ويعمل المنعكس على الحفاظ على العضلات في طول ثابت.
تنظم عصبونات جاما الحركية مدى حساسية منعكس الشد عن طريق شد أو إرخاء الألياف داخل المغزل العضلي، وهناك العديد من النظريات حول الأسباب التي يمكن أن تؤدي بعصوبات جاما الحركية أن تزيد من حساسية المنعكس.

## علم الأمراض
| درجة | استجابة                         | الدلالة                   |
| ---- | ------------------------------- | ------------------------- |
| 0    | لا يوجد استجابة                 | دائما غير طبيعي           |
| 1+   | استجابة طفيفة ولكن مؤكدا موجودة | قد تكون أو لا تكون طبيعية |
| 2+   | استجابة سريعة                   | عادي                      |
| 3+   | استجابة سريعة للغاية            | قد تكون أو لا تكون طبيعية |
| 4+   | رمع                             | دائما غير طبيعي           |